# Isagoras chopardi
Isagoras chopardi är en insektsart som beskrevs av Morgan Hebard 1933. Isagoras chopardi ingår i släktet Isagoras och familjen Pseudophasmatidae. Inga underarter finns listade i Catalogue of Life.